# Uszoljei járás (Permi határterület)

Az Uszoljei járás a Permi határterületen

Az Uszoljei járás (oroszul Усольский район) Oroszország egyik járása a Permi határterületen. Székhelye Uszolje.

## Népesség
- 1989-ben 16 265 lakosa volt.
- 2002-ben 13 398 lakosa volt, melynek 93,8%-a orosz, 1,7%-a komi-permják, 1,7%-a tatár nemzetiségű.
- 2010-ben 14 232 lakosa volt, melyből 13 491 orosz, 193 tatár, 139 komi stb.